# Hans Klenk
Hans Klenk (Künzelsau, 28 de octubre de 1919 - Vellberg, 24 de marzo de 2009) fue un piloto de automovilismo alemán. Participó en una prueba del Campeonato Mundial de Fórmula 1 el 3 de agosto de 1952 donde no puntuó. Klenk ganó la Carrera Panamericana de 1952 con un Mercedes Benz W194, junto a Karl Kling. 

## Resultados

### Fórmula 1
(Clave) (negrita indica pole position) (cursiva indica vuelta rápida)

| Año     | Escudería | 1   | 2   | 3   | 4   | 5   | 6      | 7   | 8   | Pos. | Puntos |
| ------- | --------- | --- | --- | --- | --- | --- | ------ | --- | --- | ---- | ------ |
| 1952    | Veritas   | SUI | 500 | BEL | FRA | GBR | GER 11 | NED | ITA | NC   | 0      |
| Fuente: |           |     |     |     |     |     |        |     |     |      |        |